# I Jogos Sul-Americanos 2021
Hóquei em patins nos Jogos Sul-Americanos de Desportos sobre Rodas, a primeira edição realizou-se  na cidade San Juan Argentina entre 7 de Junho a 12 de Junho de 2022. Esta competição foi organizada pela CSP, a Federação Sul-Americana de Patinagem.

## Países participantes
Seniores Masc.
 Argentina,  Brasil,  Chile,  Uruguai
Sub 19 Masc.
 Argentina,  Chile

## Fase de grupo
| Time          | J | V | E | D | GP | GC | SG  | Pts |
| ------------- | - | - | - | - | -- | -- | --- | --- |
| Argentina     | 5 | 5 | 0 | 0 | 29 | 3  | +26 | 15  |
| Chile         | 5 | 3 | 1 | 1 | 31 | 12 | +19 | 10  |
| Argentina U19 | 4 | 2 | 1 | 1 | 16 | 10 | +6  | 7   |
| Chile U19     | 4 | 2 | 0 | 2 | 10 | 17 | −7  | 6   |
| Brasil        | 5 | 1 | 0 | 4 | 6  | 24 | −18 | 3   |
| Uruguai       | 5 | 0 | 0 | 5 | 4  | 30 | −26 | 0   |

|               | ARG | CHI   | ARG19 | CHI19 | BRA   | URU   |
| ------------- | --- | ----- | ----- | ----- | ----- | ----- |
| Argentina     | –   | 3 – 2 | 4 – 0 | 6 – 0 | 9 – 2 | 8 – 1 |
| Chile         | -   | –     | 5 – 5 | 8 – 3 | 8 – 1 | 8 – 0 |
| Argentina U19 | -   | –     | –     | –     | 3 – 0 | 8 – 1 |
| Chile U19     | -   | –     | –     | –     | 4 – 2 | 3 – 1 |
| Brasil        | -   | –     | –     | –     | –     | 3 – 1 |
| Uruguai       | -   | –     | –     | –     | –     | –     |

### Final U19
| 12 junho | Argentina U19 | 6 - 1 | Chile U19 |  |
|          |               |       |           |  |

### 3º/4º Lugar
| 12 junho | Brasil | 7 - 2 | Uruguai |  |
|          |        |       |         |  |

### Final
| 12 junho | Argentina | 3 (4) - 3 (3) | Chile |  |
|          |           |               |       |  |

| Sul-Americanos 2021 |
| ------------------- |
| Argentina 1º Titulo |